# Varicus
 Varicus és un gènere de peixos de la família dels gòbids i de l'ordre dels perciformes.

## Taxonomia
- Varicus bucca (Robins & Böhlke, 1961)[2]
- Varicus fisheri (Herre, 1942)[3]
- Varicus imswe (Greenfield, 1981)[4][5]
- Varicus marilynae (Gilmore, 1979)[6][7]